# Hartmann I. von Grüningen

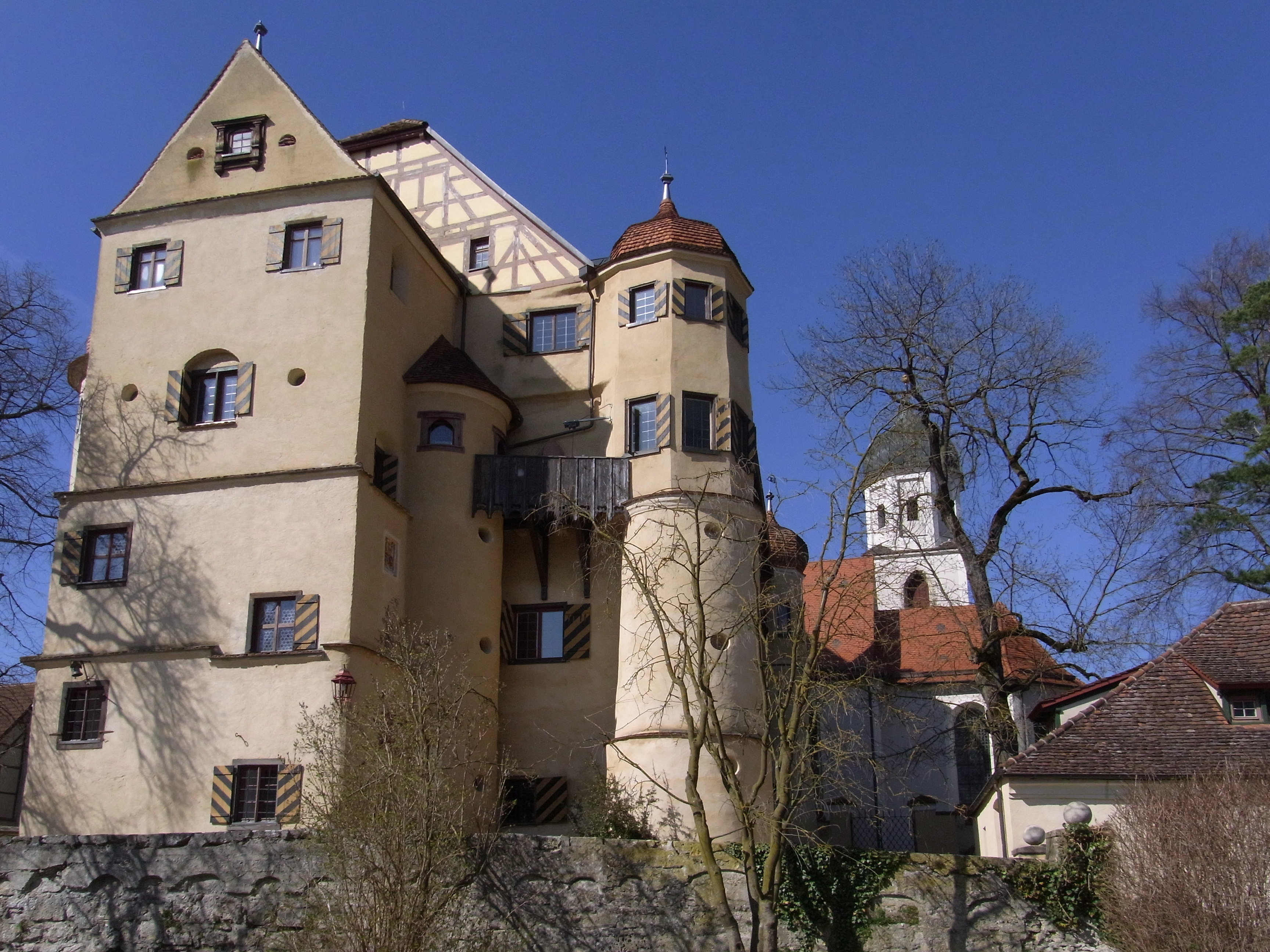
Das Obere Schloss im Riedlinger Stadtteil Grüningen mit Resten der romanischen Stammburg

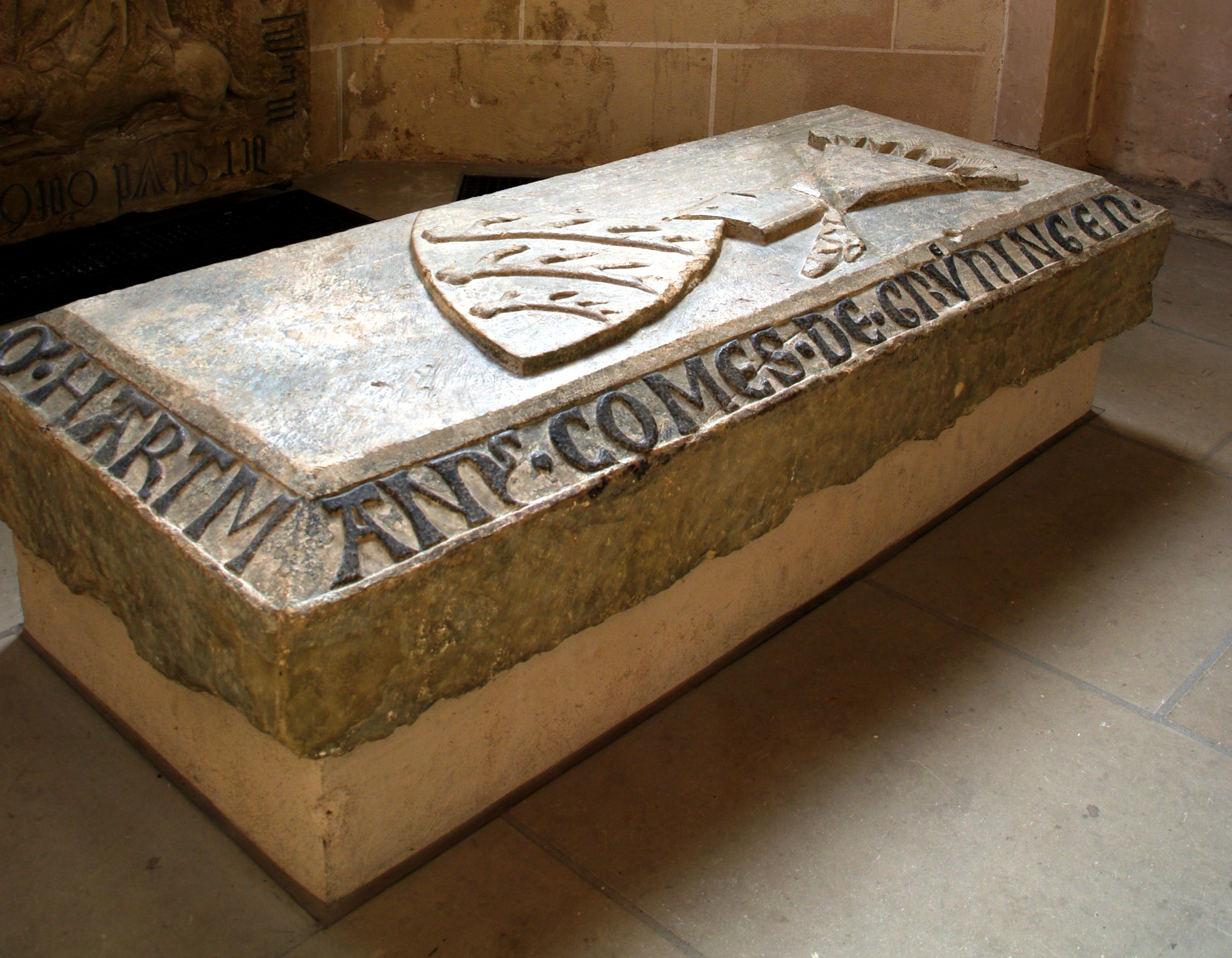
Die Grabplatte des Grafen Hartmann I. von Grüningen in der Bartholomäuskirche Markgröningen

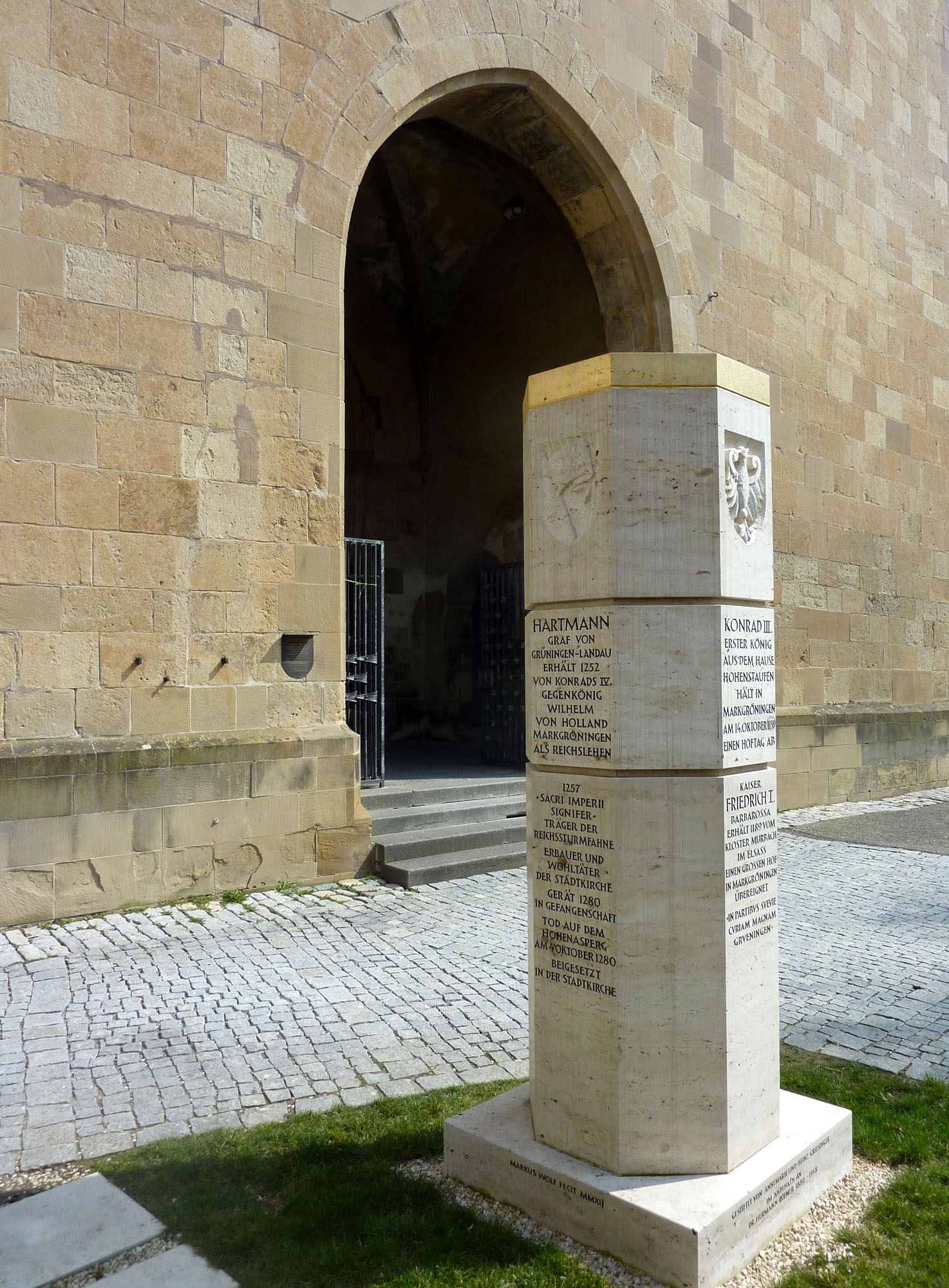
Die Stauferstele vor der Bartholomäuskirche erinnert an Hartmann I. von Grüningen

Hartmann I. (erstmals genannt 1237; † 4. Oktober 1280 in Gefangenschaft auf dem Hohenasperg, begraben in der Bartholomäuskirche in Markgröningen) war der erste Graf von Grüningen. Er stammt aus dem Haus Württemberg und ist Begründer der eigenständigen Linie derer von Grüningen, benannt nach Grüningen, einem heutigen Ortsteil von Riedlingen.
Hartmann dürfte um 1215, kaum aber nach 1220 geboren sein. Erstmals wird er 1237 gemeinsam mit seinem Großvater Hartmann I. von Württemberg genannt. 1246 trat Hartmann mit Ulrich I. von Württemberg und anderen schwäbischen Adligen in der Schlacht bei Frankfurt unvermutet (Verrat) zum Gegenkönig Heinrich Raspe über. 1252 erhielt er von König Wilhelm von Holland Stadt und Burg Markgröningen als Lehen. 1257 nannte er sich sacri imperii signifer (Reichssturmfahnträger). Wegen der mittelalterlichen Schreibweise Grüningen für Markgröningen wird die Grafschaft in der älteren Literatur oft fälschlich auf Markgröningen bezogen.
Er urkundete oft zusammen mit Ulrich I. von Württemberg, profitierte vom Ausfall der Staufer, rühmte sich seiner Papsttreue, zählte zu den einflussreichsten schwäbischen Grafen und interpretierte die Stadt Markgröningen als Eigengut, die er ausbaute. Als Kirchherr initiierte er hier den Neubau der Stadtkirche. Nach dem Interregnum verweigerte er dem neuen König Rudolf von Habsburg die Rückgabe des Grüninger Lehens an das Reich, was zu langjährigen kriegerischen Auseinandersetzungen und letztlich zu seiner Gefangennahme am 6. April 1280 führte. Er wurde auf dem Hohenasperg inhaftiert, wo er nach einem halben Jahr Haft verstarb.
Nachdem König Rudolf von Habsburg das Grüninger Reichssturmfahnlehen wieder an das Reich gebracht hatte, nannten Hartmanns Nachkommen sich von Grüningen-Landau und später nur noch von Landau nach der Burg Landau an der Donau.
An den Grafen erinnert heute noch sein Grabmal in der Bartholomäuskirche in Markgröningen. 2012 wurde vor der Kirche eine Stauferstele errichtet, die auf zwei von vier Seiten an Hartmann I. erinnert, der dort als „von Grüningen-Landau“ bezeichnet wird.

## Familie
Als Vater Hartmanns I. von Grüningen kommt nur Konrad I. von Grüningen (* um 1190/95, urk. 1226–1228) in Betracht, der sich als Erster aus seiner Familie „Graf von Grüningen“ nannte und der lt. Ausweis seines Siegels ein Graf von Württemberg war (nämlich ein Sohn Graf Hartmanns I. von Württemberg).
Aus Hartmanns I. von Grüningen erster Ehe mit einer unbekannten Frau stammen Agnes und Hartmann II. von Grüningen, vermutlich auch Anna und Adelheid. Hartmann I. heiratete in zweiter Ehe Hedwig von Veringen, Tochter des Grafen Wolfrad von Veringen, und hatte mit ihr die Söhne Konrad II., Ludwig und Eberhard. Für diese Ehe bedurfte es wegen zu naher Verwandtschaft (auch Hartmanns Großvater war mit einer Veringerin verheiratet gewesen) eines päpstlichen Dispenses, der 1252 und 1254 von Innozenz IV. erteilt wurde. Der zweiten Ehe Hartmanns I. entstammen die Söhne Konrad II., Ludwig und Eberhard I.
Zu Hartmanns I. Nachkommen zählen:
- Agnes von Grüningen, die vor 1263 mit Graf Rudolf II. von Montfort vermählt wurde und daher aus erster Ehe stammen muss;
- Hartmann II. von Grüningen (* vor 1252, 1265 geschäftsfähig, † um 1273), der wohl aus erster Ehe stammt;
- Anna von Grüningen-Landau, wurde laut Sommer „nach dem Tode ihres Vaters“ Priorin von Kloster Offenhausen[10] und urkundete als solche 1277[11];
- Adelheid von Grüningen, Äbtissin von Heiligkreuztal, die laut Mereb ebenfalls einer ersten Ehe entstammen soll;
- Konrad II. von Grüningen-Landau († 1300), als Sohn Hedwigs belegt, ab 1275 autonomer „Graf von Landau“, ab dem Tod seines Vaters oder Halbbruders Hartmann im Oktober 1280 als „Graf von Grüningen“ Chef des gesamten Hauses, musste die Ansprüche auf die Grafschaft Grüningen aufgeben und einen gravierenden politischen Bedeutungsverlust seiner Familie hinnehmen, weshalb er sich zuletzt nur noch Graf von Landau nannte;
- Ludwig von Grüningen-Landau († nach 1300), als Sohn Hedwigs belegt, war „Major Canonicus“ im Domkapitel zu Augsburg, Kirchherr zu Grüningen und Cannstatt;
- Eberhard I. von Grüningen-Landau († 1322), als Sohn Hedwigs belegt, ab 1275 „Graf von Landau“, der vergeblich versuchte, durch eine Ehe mit Richenza von Calw-Löwenstein nochmals die Position des Hauses im Unterland zu stärken.
- Adelheid von Landau, 1293 verheiratet mit dem Edlen Berthold von Mühlhausen, der mehrfach in Grüningen urkundete und eng mit den Grafen Eberhard I. von Württemberg und Konrad von Grüningen-Landau kooperierte; Adelheid heiratete zwischen 1278 und 1293 und gehörte wohl schon in die nächste Generation (als Tochter Graf Hartmanns II. von Grüningen).

## Identität
Nur von Fendrich (2016) wird die unbewiesene Auffassung vertreten, es habe in Wirklichkeit Vater, Sohn und Enkel gegeben, die allesamt Hartmann hießen und von der modernen Geschichtsforschung fälschlich zu einer Person Hartmann I. zusammengefasst wurden. Auf dieser Hypothese basieren folgende Artikel:
- Hartmann II. von Grüningen
- Hartmann III. von Grüningen